# 존 에드워즈

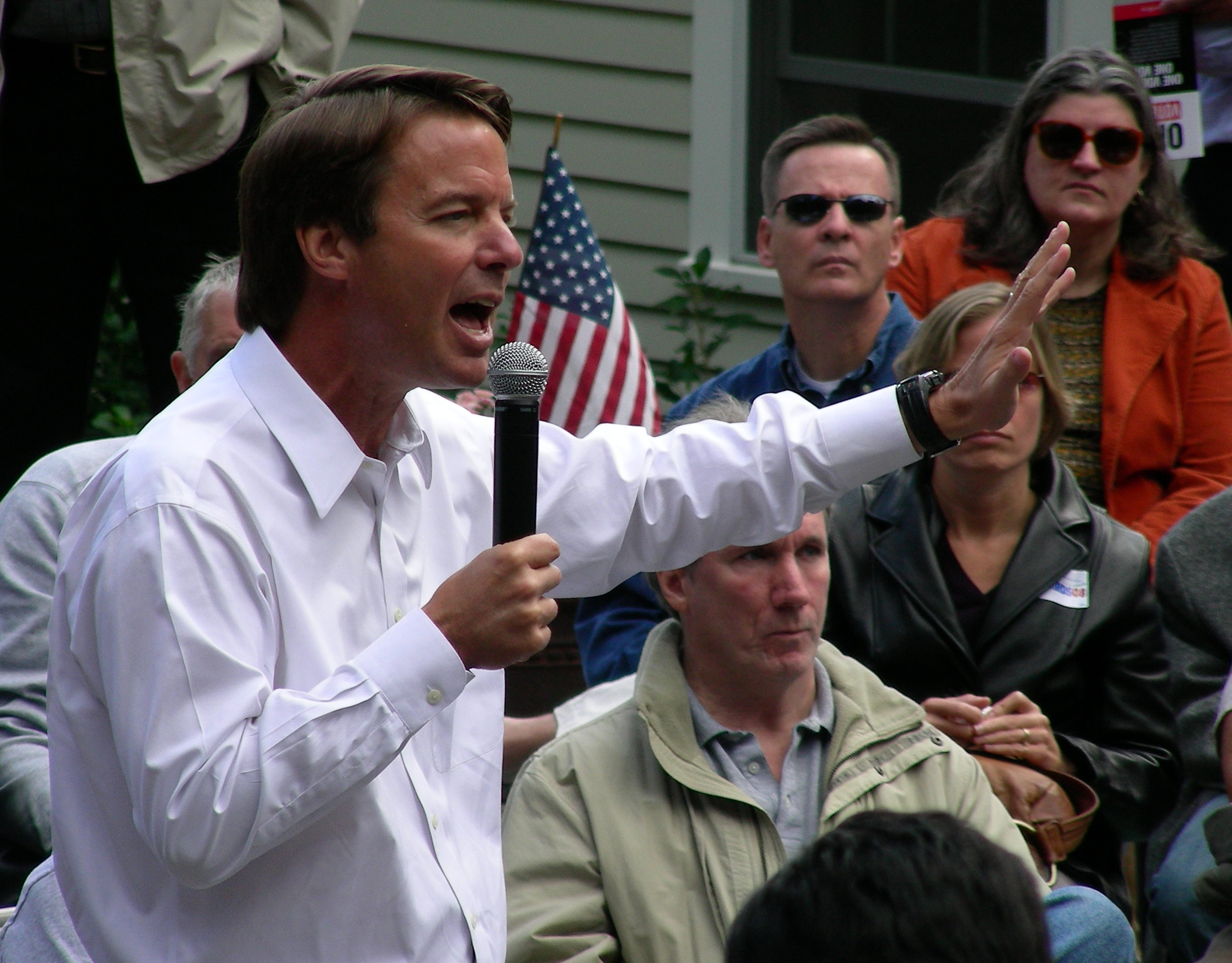
존 에드워즈

자니 리드 "존" 에드워즈(영어: Johnny Reid "John" Edwards, 1953년 6월 10일 ~ )는 미국의 정치인이다. 2004년 대통령 선거의 민주당 부통령 후보였다.
사우스캐롤라이나주에서 태어났으며, 노스캐롤라이나주에서 성장하였다. 노스캐롤라이나 주립 대학교에서 섬유공학을 전공한 후, 노스캐롤라이나 대학교에서 법무 박사(J.D.) 학위를 받고 변호사 자격을 얻었다. 롤리에서 소송 전문 변호사로 활동하며 많은 재산을 모았다. 1998년 민주당 소속으로 연방 상원의원 선거에 출마, 당선되어 그 다음해부터 재직하였다. 2004년 대통령 선거에서 존 케리의 러닝메이트로 민주당 부통령 후보로 출마했으나, 공화당의 조지 W. 부시 대통령과 딕 체니 부통령에게 패했다. 대통령 선거와 동시에 치러진 상원의원 선거에 출마하지 않아 그 이듬해 의원직 임기가 끝나고, 부통령 후보로 전국적으로 지명도를 높인 그는 2008년 대통령 선거의 유력한 후보로 떠오르며 대통령 선거 출마를 위한 활발한 활동을 했다. 그러나 민주당 예비선거에서 버락 오바마와 힐러리 클린턴에 밀려 3위에 그치자 버락 오바마 후보 지지를 선언하였다.

## 역대 선거 결과
| 선거명      | 직책명                          | 대수  | 정당   | 득표율 | 득표수 (선거인단)    | 결과 | 당락                           |
| ----------- | ------------------------------- | ----- | ------ | ------ | -------------------- | ---- | ------------------------------ |
| 1998년 선거 | 상원의원 (노스캐롤라이나 제3부) | 106대 | 민주당 | 51.15% | 1,029,237표          | 1위  | 노스캐롤라이나주 상원의원 당선 |
| 2004년 선거 | 미국의 부통령                   | 46대  | 민주당 | 48.27% | 59,028,444표 (252명) | 2위  | 낙선                           |
| 2004년 선거 | 미국의 대통령                   | 43대  | 민주당 | 0%     | 0표 (1명)            | 3위  | 낙선                           |

## 같이 보기
- 2008년 미국 대통령 선거